# بی‌وفا (فیلم ۲۰۰۲)
بی‌وفا (به انگلیسی: Unfaithful) فیلمی اروتیک و درام به کارگردانی آدریان لین محصول سال ۲۰۰۲ آمریکا با بازی ریچارد گی‌یر و داین لین است. فیلم‌نامه این فیلم توسط آلوین سارجنت و ویلیام برویلس جونیور بر اساس فیلم زن بی‌وفا محصول سال ۱۹۶۹ فرانسه و ساخته کلود شابرول به رشته تحریر درآمده است.

## داستان
کانی (لین) و ادوارد (ریچارد گی‌یر) زن و شوهری هستند که زندگی آرامی را سپری می‌کنند. یک روز که هوا زیاد مساعد نیست، کانی برای انجام کاری راهی منهتن می‌شود. طوفان شدید باعث می‌شود او در خیابان با پل مارتین (مارتینز)، جوان فرانسوی خوش قیافه که تعداد زیادی کتاب حمل می‌کند، تصادف کند. آسیب دیدن زانوی کانی راهی جز رفتن به آپارتمان پل که در همان نزدیکی است باقی نمی‌گذارد. کانی از خانه پل با منزل خود تماس می‌گیرد و به پسرش چارلی می‌گوید که دیر به خانه می‌آید.
وقتی کانی به خانه بر می‌گردد ماجرا را برای همسرش ادوارد تعریف می‌کند، اما واضح است که مجذوب پل شده و کمی بعد راهی شهر می‌شود تا او را ببیند. ادوارد به کانی شک می‌کند و بالاخره یک کارآگاه خصوصی استخدام می‌کند تا کانی را تحت نظر بگیرد